# محطة مركز الإمارات العربية المتحدة للصرافة (مترو دبي)
محطة مركز الإمارات العربية المتحدة للصرافة (بالإنجليزية: UAE Exchange station)‏؛ هي محطة نقل سريع على الخط الأحمر لشبكة مترو دبي التي تخدم دبي في الإمارات العربية المتحدة، تعد آخر محطة في الخط المتفرع من محطة جبل علي.

## التاريخ
تم افتتاح المحطة في مارس 2011 وكان من المتوقع أن تستوعب أكثر من 4000 راكب يوميًا. كانت المحطة الأخيرة على الخط الأحمر حتى 31 مايو 2021، وتبلغ طاقتها الاستيعابية الإجمالية 11000 راكب في كل اتجاه. وهي محطة المترو الوحيدة التي تم بناؤها على الأرض وليست مرتفعة أو تحت الأرض.
في 15 أبريل 2024، سيعمل الخط الأحمر في اتجاهين مستقيمين. من سنتربوينت إلى إكسبو 2020 ومن سنتربوينت إلى الإمارات العربية المتحدة للصرافة. الركاب المتجهون إلى الإمارات العربية المتحدة للصرافة أو إكسبو 2020 لا يحتاجون إلى التحويل في محطة مترو جبل علي. ستنتهي القطارات من محطات إكسبو 2020 والإمارات العربية المتحدة للصرافة الآن في محطة سنتربوينت.

## انظر أبضاً
- الخط الأخضر لمترو دبي
- بطاقة نول الالكترونية